# Ünye

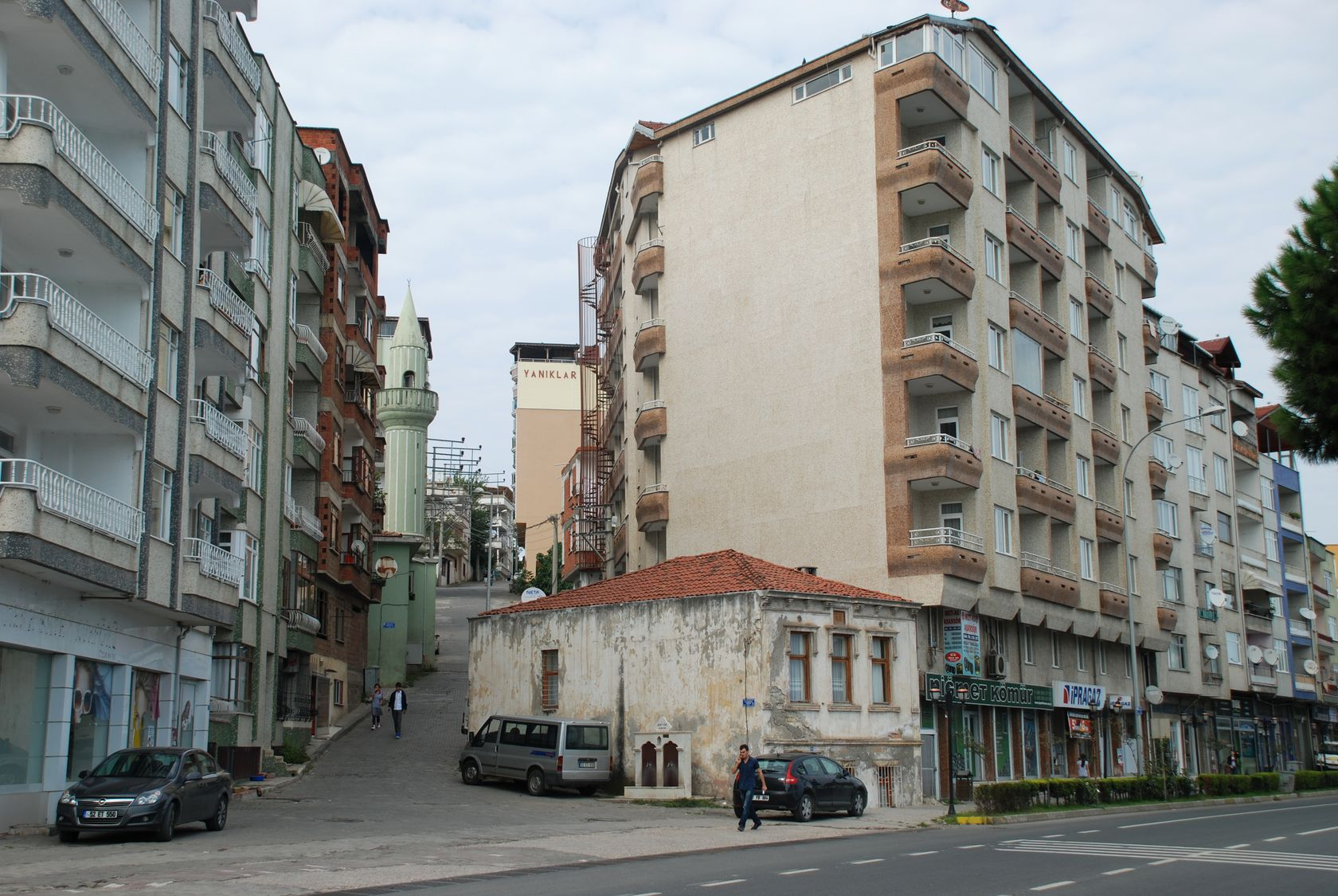
A street in Ünye city center

Ünye là một huyện thuộc tỉnh Ordu, Thổ Nhĩ Kỳ. Huyện có diện tích 487 km² và dân số thời điểm năm 2007 là 112298 người, mật độ 231 người/km².